# Кристофър Писаридис
Кристофър Антониу Писаридис (на гръцки: Χριστόφορος Αντωνίου Πισσαρίδης; на английски: Christopher A. Pissarides) е кипърско-британски икономист. Ръководи катедрата по икономика на Лондонското училище по икономика и политически науки. Научните му интереси са съсредоточени в областта на макроикономиката с акцент върху труда, икономическия ръст и икономическата политика. Носител е на Нобелова награда за икономика (2010) заедно с Питър Даймънд и Дейл Мортенсън за метод за анализ на пазарите по отношение на динамиката на търсенето и предлагането в сферата на заетостта.

## Образование и кариера
Роден е на 20 февруари 1948 година в Никозия, Кипър. Кристофър Писаридис получава степен на бакалавър през 1970 г. и на магистър през 1971 г. по икономика в университета на Есекс. Впоследствие постъпва в Лондонско училище по икономика и политически науки, където през 1973 г. под ръководството на математика-икономист Митио Морисима става доктор по икономика. От 1976 г. ръководи изследователската програма по макроикономика на института. Писаридис ръководи катедрата по икономика на икономическия факултет и е директор на изследователската програма по макроикономика на Центъра за изучаване на макроикономическите показатели.

### Научен принос
Кристофър Писаридис е известен с приноса си в съгласуването на теорията за изучаване на взаимодействията между пазара на труда и макроикономиката. Той участва в разработването на концепцията за съответстващите функции (обяснявайки потоците от безработица към заетост в даден момент от време) и за пръв път определя емпиричните зависимости на процеса. В последните години изследва структурните промени и ръста.
Статията на Писаридис и Дейл Мортенсън „Създаване и съкращаване на работни места в теорията за безработицата“, публикувана през 1994 г. в „Обзор на икономическите изследвания“ има концептуално значение. Тя е резултат от работата на двамата автори през предходните две десетилетия. Описаният в нея модел Мортенсън-Писаридис, оказва голямо влияние на съвременната макроикономика и днес е един от нейните основни икономически модели.
Книгата на Писаридис „Теория на равновесната безработица“ е еталон за литература в областта на макроикономиката. Тя е преразгледана след съвместната му работа с Мортенсън и преиздадена. Във второто издание е добавен анализ на създаването на работни места.

### Награди
- Лауреат на наградата на Института по икономика на труда (съвместно с Дейл Мортенсън, 2005 г.)
- Лауреат на Нобелова награда за икономика (2010)съвместно с Питър Даймънд и Дейл Мортенсън за изследване на пазарите с модели на търсене
- Носител на Юбилеен медал „20 години от независимостта на Република Казахстан“
- Член на Британска академия
- Член на Иконометричната общност
- Член на Европейската асоциация на икономистите